# 云雾山脉
云雾山位于广东省西部，是几列东北西南走向的山地的总称，云雾山脉北起云安县西江南岸，南至高州市东面。云雾山海拔高度大多为300～800米，其最高峰是位于信宜县南部的大田顶，海拔为1704米，山间有许多谷地和盆地。云雾山受海洋季风的影响大，年降雨量大，河流的水量丰富，主要的河流有漠阳江、罗定江。云雾山上主要的植被有马尾松、杉树、竹子等。